# Rajd Dakar 2008
Rajd Dakar 2008 – planowana XXX edycja tego pustynnego rajdu, odwołanego po raz pierwszy w swojej trzydziestoletniej historii. Miał wystartować 5 stycznia 2008 z Lizbony, a zakończyć się 20 stycznia w Dakarze. Całkowita długość trasy miała liczyć 9273 km, w tym 5736 km odcinków specjalnych i wieść przez Portugalię, Hiszpanię, Maroko (w tym Saharę Zachodnią), Mauretanię, oraz Senegal.
Dnia 4 stycznia 2008 o 12 czasu polskiego podano do wiadomości publicznej informację o odwołaniu rajdu. Powodem była obawa o zagrożenie atakami terrorystycznymi na terytorium Mauretanii. Miało to bezpośredni związek z zabójstwem czwórki francuskich turystów w okolicach miasta Alak w południowej części kraju. Nie zostało jednak udowodnione, że zabójstwo to miało podłoże terrorystyczne. Straty organizatorów wyniosły kilka milionów euro, Eurosportu 10 - 15 milionów.
W zamian zorganizowano The Central Europe Rally, pierwszą rundę Dakar Series poprowadzoną przez Węgry i Rumunię. Impreza zaczęła się 20 kwietnia w Budapeszcie, a zakończyła 26 kwietnia nad Balatonem. Odprawa maszyn miała miejsce 19 kwietnia w Budapeszcie. ASO (Amaury Sport Organisation) otrzymało już poparcie od BMW, Mitsubishi, Shlesera oraz KTM.

## Planowana trasa rajdu Dakar
| Etap  | Data        | Skąd                                    | Dokąd                                   | Dojazd.                                 | OS                                      | Dojazd.                                 | Całość                                  |
| ----- | ----------- | --------------------------------------- | --------------------------------------- | --------------------------------------- | --------------------------------------- | --------------------------------------- | --------------------------------------- |
| 1     | 5 stycznia  | Lizbona                                 | Portimão                                | 104 km                                  | 120 km                                  | 262 km                                  | 486 km                                  |
| 2     | 6 stycznia  | Portimão                                | Málaga                                  | 15 km                                   | 60 km                                   | 460 km                                  | 535 km                                  |
| 3     | 7 stycznia  | An-Nazur (Nador)                        | Ar-Raszidijja                           | 182 km                                  | 372 km                                  | 163 km                                  | 717 km                                  |
| 4     | 8 stycznia  | Ar-Raszidijja                           | Warzazat                                | 29 km                                   | 356 km                                  | 199 km                                  | 584 km                                  |
| 5     | 9 stycznia  | Warzazat                                | Kulmim                                  | 188 km                                  | 498 km                                  | 148 km                                  | 834 km                                  |
| 6     | 10 stycznia | Kulmim                                  | As-Samara                               | 66 km                                   | 454 km                                  | 105 km                                  | 625 km                                  |
| 7     | 11 stycznia | As-Samara                               | Atar                                    | 198 km                                  | 649 km                                  | 12 km                                   | 829 km                                  |
| 8     | 12 stycznia | Atar                                    | Nawakszut                               | 44 km                                   | 450 km                                  | 37 km                                   | 531 km                                  |
|       | 13 stycznia | Dzień przerwy w Nawakszut, w Mauretanii | Dzień przerwy w Nawakszut, w Mauretanii | Dzień przerwy w Nawakszut, w Mauretanii | Dzień przerwy w Nawakszut, w Mauretanii | Dzień przerwy w Nawakszut, w Mauretanii | Dzień przerwy w Nawakszut, w Mauretanii |
| 9     | 14 stycznia | Nawakszut                               | Nawazibu                                | 37 km                                   | 525 km                                  | 86 km                                   | 648 km                                  |
| 10    | 15 stycznia | Nawazibu                                | Atar                                    | 111 km                                  | 552 km                                  | 22 km                                   | 685 km                                  |
| 11    | 16 stycznia | Atar                                    | Tidżikdża                               | 35 km                                   | 524 km                                  | 133 km                                  | 692 km                                  |
| 12    | 17 stycznia | Tidżikdża                               | Kifa                                    | 131 km                                  | 395 km                                  | 2 km                                    | 531 km                                  |
| 13    | 18 stycznia | Kifa                                    | Kifa                                    | 25 km                                   | 484 km                                  | 6 km                                    | 515 km                                  |
| 14    | 19 stycznia | Kifa                                    | Saint Louis                             | 326 km                                  | 301 km                                  | 130 km                                  | 757 km                                  |
| 15    | 20 stycznia | Saint Louis                             | Dakar                                   | 239 km                                  | 23 km                                   | 42 km                                   | 304 km                                  |
| Razem | Razem       | 1730 km                                 | 1730 km                                 | 1730 km                                 | 5736 km                                 | 1807 km                                 | 9273 km                                 |